# Nifelhems naturreservat
Nifelhems naturreservat är ett naturreservat i Rättviks kommun i Dalarnas län.
Området är naturskyddat sedan 2020 och är 414 hektar stort. Reservatet ligger väster om Storejen och öster om Långjämnaren. Det består av lövrik tallnaturskog.